# Lily Franky
Lily Franky ( リ リ ー ・ フ ラ ン キ ー , Rirī Furankī), nacido como Masaya Nakagawa ( 中 川 雅 也 , Nakagawa Masaya) (Fukuoka, 4 de noviembre de 1963) es un ilustrador, escritor y actor japonés. Ha aparecido en más de cuarenta películas desde 2001.
En 2016, Franky recibió el Premio Cut Above por Mejor Actuación en Cine en Japan Cuts : Festival of New Japanese Film en Nueva York.

## Filmografía

### Cine
| Año  | Título                                                              | Papel                   | Notas                       | Ref.  |
| ---- | ------------------------------------------------------------------- | ----------------------- | --------------------------- | ----- |
| 2001 | Blind Beast vs Killer Dwarf                                         |                         |                             |       |
| 2008 | All Around Us                                                       | Kanao Satō              |                             |       |
| 2011 | We Can't Change the World. But, We Wanna Build a School in Cambodia | El maestro del bar      |                             |       |
| 2013 | De tal padre, tal hijo                                              | Yūdai Saiki             |                             |       |
| 2013 | The Devil's Path                                                    | Sensei                  |                             |       |
| 2013 | Yellow Elephant                                                     |                         |                             |       |
| 2014 | As the Gods Will                                                    | Hombre sin hogar / Dios |                             |       |
| 2015 | Nuestra hermana pequeña                                             | Sen-ichi Fukuda         |                             |       |
| 2015 | Yakuza Apocalypse                                                   | Genyō Kamiura           |                             |       |
| 2015 | El niño y la bestia                                                 | Hyakushūbō              | voz                         |       |
| 2015 | Three Stories of Love                                               |                         |                             |       |
| 2015 | Fires on the Plain                                                  |                         |                             |       |
| 2015 | Bakuman                                                             | Sasaki                  |                             |       |
| 2016 | After the Storm                                                     | Yamabe                  |                             |       |
| 2016 | Scoop!                                                              | Charagen                |                             |       |
| 2016 | The Shell Collector                                                 |                         | Papel principal             |       |
| 2016 | The Top Secret: Murder in Mind                                      |                         |                             |       |
| 2016 | Blank13                                                             | El padre de Kōji        |                             |       |
| 2016 | While the Women Are Sleeping                                        | Iizuka                  |                             |       |
| 2016 | A Double Life                                                       | Profesor Shinohara      |                             |       |
| 2016 | Satoshi: A Move for Tomorrow                                        | Nobuo Mori              |                             |       |
| 2016 | My Dad and Mr. Ito                                                  | Señor Ito               |                             |       |
| 2017 | Tornado Girl                                                        |                         |                             |       |
| 2017 | A Beautiful Star                                                    | Jūichirō Ōsugi          | Papel principal             |       |
| 2017 | Perfect Revolution                                                  | Kuma                    | Papel principal             |       |
| 2017 | The Last Shot in the Bar                                            |                         |                             |       |
| 2018 | Miko Girl                                                           |                         |                             |       |
| 2018 | Sunny                                                               | Oda                     |                             |       |
| 2018 | Laplace's Witch                                                     | Zentarō Uhara           |                             |       |
| 2018 | Un asunto de familia                                                | Osamu Shibata           | Papel principal             |       |
| 2018 | The Gun                                                             |                         |                             |       |
| 2019 | Sea of Revival                                                      | Onodera                 |                             |       |
| 2020 | Town Without Sea                                                    |                         |                             |       |
| 2020 | Ainu Mosir                                                          | Okada                   |                             |       |
| 2020 | Not Quite Dead Yet                                                  | Hino                    |                             |       |
| 2021 | Kiba: The Fangs of Fiction                                          |                         |                             |       |
| 2021 | It's a Flickering Life                                              |                         |                             |       |
| 2021 | Every Trick in the Book                                             | Maeda                   |                             |       |
| 2021 | When the Curry Is Ready                                             | Ken'ichi                |                             |       |
| 2022 | Cottontail                                                          | Kenzaburō               | Película británico-japonesa |       |
| 2022 | Prior Convictions                                                   | Fumio Tōyama            |                             |       |
| 2022 | The Last 10 Years                                                   | Kajiwara                |                             |       |
| 2022 | A Mother's Touch                                                    |                         |                             |       |
| 2023 | Bad City                                                            | Wataru Gojō             |                             |       |
| 2023 | Call Me Chihiro                                                     | Utsumi                  |                             |       |
| 2023 | Undercurrent                                                        | Michio Yamasaki         |                             |       |
| 2023 | Analog                                                              | Tamiya                  |                             |       |
| 2023 | Wheels and Axle                                                     |                         |                             |       |
| 2024 | The Parades                                                         | Michael                 |                             |       |
| 2024 | Harbin                                                              | Itō Hirobumi            | película surcoreana         | [ 3 ] |
| 2024 | Diamonds in the Sand                                                | Yoji                    | Papel principal             |       |
| 2025 | First Kiss                                                          | Ichiro Tenma            |                             |       |
| 2025 | Renoir                                                              | Keiji                   |                             |       |

### Televisión
| Año     | Título                                   | Papel                       | Notas                              | Ref         |
| ------- | ---------------------------------------- | --------------------------- | ---------------------------------- | ----------- |
| 2016    | Crow's Blood                             | Director de pompas fúnebres | Cameo                              |             |
| 2010    | Code Blue                                |                             | Serie de televisión. Temporada 2   |             |
| 2010    | Ryomaden: The Legend                     | Kawada Shōryō               | Taiga drama                        |             |
| 2017    | Million Yen Women                        | Tatsuyuki                   |                                    |             |
| 2017    | Silver and Gold                          | Ginji Hirai                 | Serie de televisión                |             |
| 2017    | Hello, Detective Hedgehog                | Minami                      |                                    |             |
| 2019    | Natsuzora: Natsu's Sky                   | Kazusada Mogi               | Asadora                            |             |
| 2019    | Two Homelands                            | Kōki Hirota                 | Película para televisión           |             |
| 2019    | Idaten                                   | Taketora Ogata              | Taiga drama                        |             |
| 2019    | The Naked Director                       | Takei                       | Serie de televisión                |             |
| 2020    | A Day-Off of Kasumi Arimura              | Himura                      | Serie de televisión. Episodio 3    |             |
| 2022    | He's Expecting                           | Eiichi Hiyama               | Serie de televisión                |             |
| 2023    | What Will You Do, Ieyasu?                | Hisamatsu Toshikatsu        | Taiga drama                        |             |
| 2023    | Makanai: la cocinera de las maiko        | Ren                         | Serie de televisión                | [ 4 ] [ 5 ] |
| 2024    | Tokyo Swindlers                          | Tatsu                       | Serie de televisión                |             |
| 2024    | What Comes After Love                    | Takuto Aoki                 | Serie de televisión. Episode 2 y 3 |             |
| 2024–25 | Omusubi                                  | Narrator                    | Asadora                            |             |
| 2025    | Who Saw The Peacock Dance in the Jungle? | Haruo Yamashita             |                                    |             |